# سن پائولو دارگون
سن پائولو دارگون (به ایتالیایی: San Paolo d'Argon) یک کومونه در ایتالیا است که در استان برگامو واقع شده‌است. سن پائولو دارگون ۵٫۲۵ کیلومتر مربع مساحت و ۵٬۷۲۱ نفر جمعیت دارد و ۲۵۵ متر بالاتر از سطح دریا واقع شده‌است.